# Todo me sale mal
«Todo me sale mal» es una canción de la banda mexicana de rock El Tri incluida en su decimoquinto álbum de estudio, Fin de siglo (1986). Esta canción fue otra de los grandes exitosas del álbum junto con Cásate o muérete y Nostalgia. Además es considerado unos de los clásicos del rock en español.
La canción es también un ejemplo de la gravedad del énfasis instrumental por parte de Mancera y Labastida. Ambos le pusieron ese toque fuerte de guitarra y el saxofón previamente mencionados. Pero ésta llegó a ser un hito gracias a la voz rígida de Álex Lora y la actitud reflejada en la batería de Mariano Soto.

## Lista de canciones

### CD - Promo
| Todo me sale mal — Sencillo |                    |          |  |
| N.º                         | Título             | Duración |  |
| 1.                          | «Todo me sale mal» | 3:42     |  |

## Posiciones en las listas
| Listas                                     | Posición |
| ------------------------------------------ | -------- |
| Estados Unidos Billboard Hot Latin Tracks  | 89       |
| Estados Unidos Billboard Latin Pop Airplay | 59       |